# Sosippus placidus
Sosippus placidus är en spindelart som beskrevs av Brady 1972. Sosippus placidus ingår i släktet Sosippus och familjen vargspindlar. IUCN kategoriserar arten globalt som sårbar. Inga underarter finns listade i Catalogue of Life.